# Lorenz-bülbül
A Lorenz-bülbül (Phyllastrephus lorenzi) a madarak (Aves) osztályának verébalakúak (Passeriformes) rendjébe, ezen belül a bülbülfélék (Pycnonotidae) családjába tartozó faj.

## Rendszerezése
A fajt Moritz Sassi osztrák ornitológus írta le 1914-ben.

## Előfordulása
Afrika középső részén, a Kongói Demokratikus Köztársaság és Uganda területén honos. Természetes élőhelyei a szubtrópusi vagy trópusi mocsári erdők, síkvidéki és hegyi esőerdők, valamint szavannák. Állandó, nem vonuló faj.

## Megjelenése
Testhossza 16 centiméter.

## Természetvédelmi helyzete
Az elterjedési területe még nagyon nagy, de széttöredezett és csökken, egyedszáma is csökken, de még nem éri el a kritikus szintet. A Természetvédelmi Világszövetség Vörös listáján nem fenyegetett fajként szerepel.